# Tetrahymena

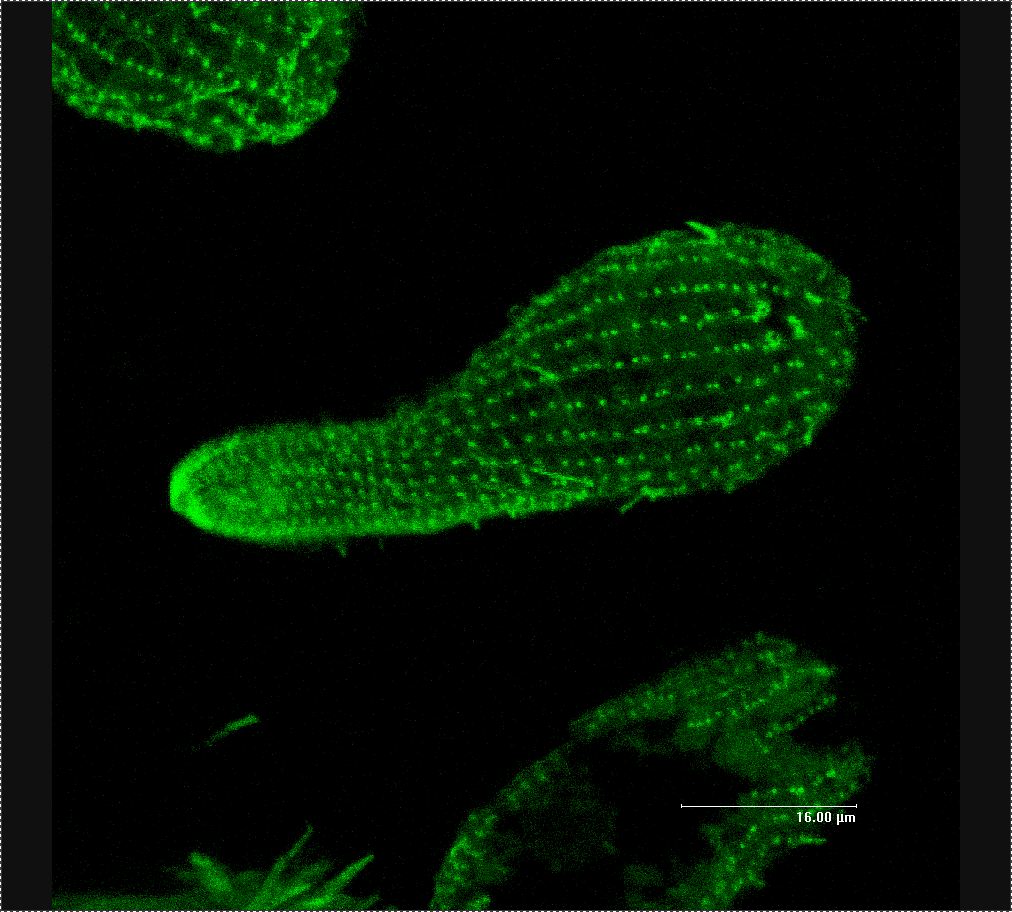
Tetrahymena

Tetrahymena je označení pro skupinu prvoků z kmene nálevníci, žijících volně, běžně ve stojatých vodách. Preferují parazitický, či komenzální způsob života. Často bývají používáni jako modelový organismus (často druhy T. thermophila a T. pyriformis).